# Dorfkirche Schulzendorf (Sonnenberg)

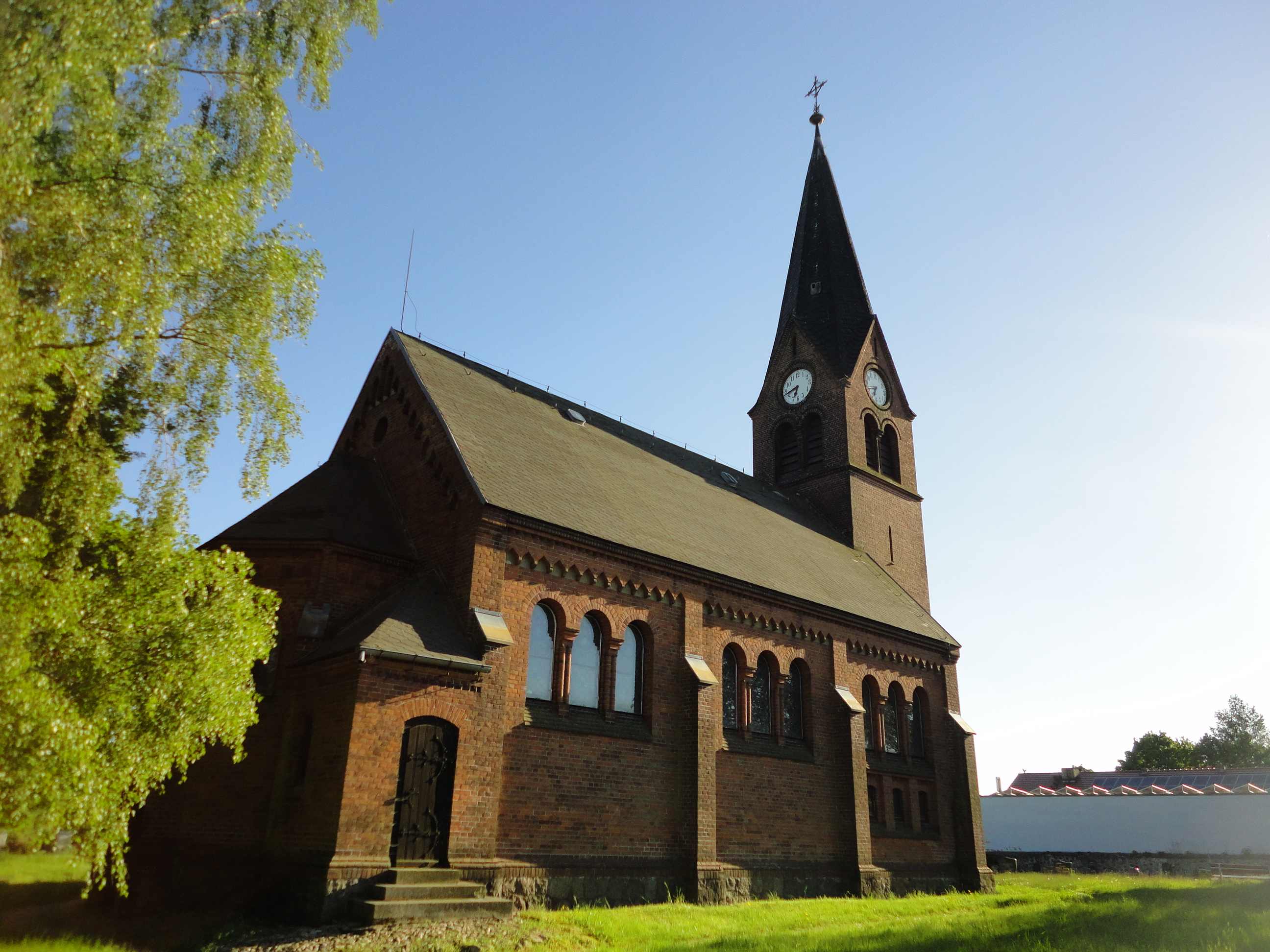
Dorfkirche Schulzendorf, Nordostansicht

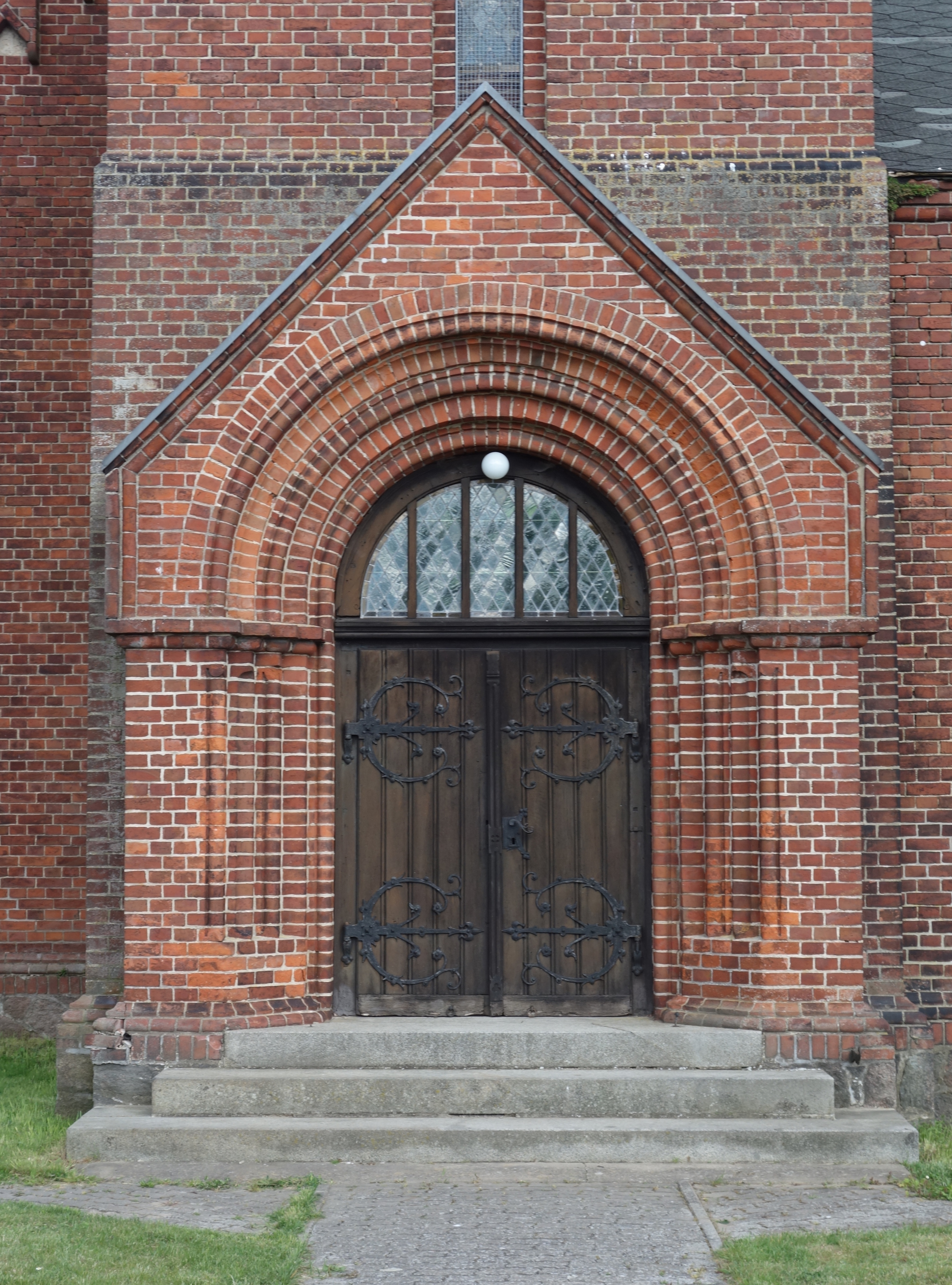
Westportal

Die Dorfkirche Schulzendorf ist ein Kirchengebäude im Ortsteil Schulzendorf der Gemeinde Sonnenberg im Landkreis Oberhavel des deutschen Bundeslandes Brandenburg.

## Architektur
Der neoromanische Saalbau aus Backstein wurde 1901/02 von H. Wichgraf, Graef und Mertens entworfen. Sie besitzt eine Polygonalapsis und einen quadratischen Westturm. Die Außenseiten sind durch Strebepfeiler und rundbogige Drillingsfenster gegliedert. Das Westportal wurde romanisierend als gestufter Rundbogen ausgebildet.

## Innengestaltung
Die Holzdecke steigt dachförmig an. Die Apsis ist rippengewölbt.